# (60183) Falcone
Pour les articles homonymes, voir Falcone (homonymie).
(60183) Falcone est un astéroïde de la ceinture principale.

## Description
(60183) Falcone est un astéroïde de la ceinture principale d'astéroïdes. Il fut découvert le 5 novembre 1999 à Monte Agliale par Matteo Santangelo. Il présente une orbite caractérisée par un demi-grand axe de 2,90 UA, une excentricité de 0,08 et une inclinaison de 3,2° par rapport à l'écliptique.
Il est nommé d'après le magistrat Giovanni Falcone (1939-1992).

## Compléments